# “GIGS” CASE OF BOØWY COMPLETE (Video)
『“GIGS” CASE OF BOØWY COMPLETE』（ギグス・ケース・オブ・ボウイ・コンプリート）は、日本のロックバンド、BOØWYのライブ・ビデオ。
2007年12月24日にEMIミュージック・ジャパン／イーストワールドより発売された8枚組DVDボックス『“GIGS” BOX』に収録されている。

## 解説
- 1987年7月31日の神戸ポートピア・ワールド記念ホールと、8月7日の横浜文化体育館での2日間行われた4時間にも及ぶライブから収録されている。1987年10月5日にビデオで計27曲が発表され、2001年にはDVD化された。
- BOØWY解散20周年記念プロジェクト「BOØWY 20TH ANNIVERSARY FROM BROKEN 2007-2008」の一環として2007年12月24日に発売された『“GIGS” BOX』に、前作には収録されなかった11曲を追加しセットリストを再現した『“GIGS” CASE OF BOØWY COMPLETE』として収録された。
- 追加された曲は以下の通り[注 1]
DISC 1　4.RATS　6.GIVE IT TO ME　7."16"　12.OH! MY JULLY Part1　15.TEENAGE EMOTION
DISC 2　2.ROUGE OF GRAY　3.RUNAWAY TRAIN　8.MY HONEY　9.LET'S THINK　13.RENDEZ-VOUS　15.ハイウェイに乗る前に
- 本作はDVD3枚でセットリスト（1部、2部、アンコール）を再現し収録されているが、2012年12月24日に発売された『BOØWY BLU-RAY COMPLETE』ではBD1枚にまとめて収録されている。
- 2021年9月1日には、BOØWY結成40周年を記念し『BOØWY BLU-RAY COMPLETE』から単体のブルーレイ作品として発売された[1][2]。

## リリース履歴
| No. | リリース日     | レーベル                                    | 規格         | 規格品番  | 最高順位 | 備考                                                                                        |
| --- | -------------- | ------------------------------------------- | ------------ | --------- | -------- | ------------------------------------------------------------------------------------------- |
| 1   | 2007年12月24日 | EMIミュージック・ジャパン／イーストワールド | DVD（3枚組） | TOBF-5555 | -        | DVD-BOX『“GIGS” BOX』収録                                                                   |
| 2   | 2012年12月24日 | EMIミュージック・ジャパン／イーストワールド | BD           | TOXF-4016 | -        | BD-BOX『BOØWY BLU-RAY COMPLETE』収録                                                        |
| 3   | 2021年9月1日   | ユニバーサルミュージックジャパン            | BD           | UPXY-6083 | 14位     | BD-BOX『BOØWY BLU-RAY COMPLETE』から単体発売                                                |
| 4   | 2021年9月1日   | ユニバーサルミュージックジャパン            | BD           | PROT-4012 | -        | ジャケット絵柄Tシャツ付きLimited BOX ※「BOØWY HUNT」・「UNIVERSAL MUSIC STORE」限定販売商品 |

## 収録曲

### DVD版
| 1. INTRODUCTION - 作曲:布袋寅泰 2. IMAGE DOWN - 作詞:氷室京介 作曲:布袋寅泰 3. BABY ACTION - 作詞:氷室京介 作曲:布袋寅泰 4. RATS - 作詞・作曲:氷室京介 5. MORAL - 作詞・作曲:氷室京介 6. GIVE IT TO ME - 作詞・作曲:氷室京介 7. "16" - 作詞:氷室京介 作曲:布袋寅泰 8. THIS MOMENT - 作詞:氷室京介 作曲:布袋寅泰 9. わがままジュリエット - 作詞・作曲:氷室京介 10. BAD FEELING - 作詞：氷室京介・高橋信 作曲：布袋寅泰 11. LIKE A CHILD - 作詞：松井恒松 作曲:布袋寅泰 12. OH! MY JULLY PartI - 作詞:氷室京介 作曲:布袋寅泰 13. WORKING MAN - 作詞:松井恒松 作曲:布袋寅泰 14. B・BLUE - 作詞:氷室京介 作曲:布袋寅泰 15. TEENAGE EMOTION - 作詞:深沢和明 作曲:布袋寅泰 16. LONDON GAME - 作詞:氷室京介 作曲:布袋寅泰 17. NO. NEW YORK - 作詞:深沢和明 作曲:布袋寅泰 | 1. DANCING IN THE PLEASURE LAND - 作詞:氷室京介 作曲:布袋寅泰 2. ROUGE OF GRAY - 作詞:氷室京介 作曲:布袋寅泰 3. RUNAWAY TRAIN - 作詞:氷室京介 作曲:布袋寅泰 4. B・E・L・I・E・V・E - 作詞:氷室京介 作曲:布袋寅泰 5. CLOUDY HEART - 作詞・作曲:氷室京介 6. INSTANT LOVE - 作詞:氷室京介 作曲:布袋寅泰 7. FUNNY-BOY - 作詞:氷室京介・高橋信・松井恒松 作曲:布袋寅泰 8. MY HONEY - 作詞:氷室京介 作曲:布袋寅泰 9. LET'S THINK - 作詞:氷室京介 作曲:布袋寅泰 10. 1994 -LABEL OF COMPLEX- - 作詞:氷室京介 作曲:布袋寅泰 11. PLASTIC BOMB - 作詞:氷室京介 作曲:布袋寅泰 12. MARIONETTE - 作詞:氷室京介 作曲:布袋寅泰 13. RENDEZ-VOUS - 作詞:氷室京介 作曲:布袋寅泰 14. SUPER-CALIFRAGILISTIC-EXPIARI-DOCIOUS - 作詞・作曲:布袋寅泰 15. ハイウェイに乗る前に - 作詞:氷室京介・松井五郎 作曲:氷室京介 16. JUSTY - 作詞:氷室京介 作曲:布袋寅泰 17. ホンキー・トンキー・クレイジー - 作詞・作曲：BOØWY 18. DREAMIN' - 作詞:布袋寅泰・松井五郎 作曲:布袋寅泰 | 1. BEAT SWEET - 作詞:氷室京介 作曲:布袋寅泰 2. BLUE VACATION - 作詞:氷室京介 作曲:布袋寅泰 3. ONLY YOU - 作詞:氷室京介 作曲:布袋寅泰 4. ON MY BEAT - 作詞:氷室京介 作曲:布袋寅泰 |

### BD版
1. INTRODUCTION
2. IMAGE DOWN
3. BABY ACTION
4. RATS
5. MORAL
6. GIVE IT TO ME
7. "16"
8. THIS MOMENT
9. わがままジュリエット
10. BAD FEELING
11. LIKE A CHILD
12. OH! MY JULLY PartI
13. WORKING MAN
14. B・BLUE
15. TEENAGE EMOTION
16. LONDON GAME
17. NO. NEW YORK
18. DANCING IN THE PLEASURE LAND
19. ROUGE OF GRAY
20. RUNAWAY TRAIN
21. B・E・L・I・E・V・E
22. CLOUDY HEART
23. INSTANT LOVE
24. FUNNY-BOY
25. MY HONEY
26. LET'S THINK
27. 1994 -LABEL OF COMPLEX-
28. PLASTIC BOMB
29. MARIONETTE
30. RENDEZ-VOUS
31. SUPER-CALIFRAGILISTIC-EXPIARI-DOCIOUS
32. ハイウェイに乗る前に
33. JUSTY
34. ホンキー・トンキー・クレイジー
35. DREAMIN'
36. BEAT SWEET
37. BLUE VACATION
38. ONLY YOU
39. ON MY BEAT